# Tiefkulturbeet
Bei einem Tiefkulturbeet handelt es sich um eine Abwandlung des klassischen Gemüsebeets. Ziel ist ein besonders wasser- und platzsparender Gemüseanbau. Andere Begriffe für diese Anbaumethode sind „Französische Intensiv-Methode“ oder „Chinesische Methode“.
Im Tiefkulturbeet wird der Boden zwei Spaten tief gelockert. Idealerweise wird dabei eine größere Menge Kompost oder Pferdemist eingearbeitet. Einmal umgegraben, darf das Beet nicht mehr betreten werden. In diesem lockeren Boden kann Gemüse seine Wurzeln weit in die Tiefe schicken. So nehmen die Wurzeln in der Breite weniger Platz in Anspruch und die Pflanzen können dichter beieinander stehen. Auf diese Weise liefern Tiefkulturbeete 10 bis 20 kg Ertrag pro m², das entspricht etwa dem vierfachen eines normalen Gemüsebeets. Außerdem entsteht durch die Berührung der Blätter eine Art lebende Mulchdecke, die die Feuchtigkeit im Boden hält und Unkraut unterdrückt.

## Geschichte
Tiefkulturbeete sind eine Weiterentwicklung einer Anbaumethode, welche die Pariser Marktgärtner im späten 19. Jahrhundert praktizierten: Aus Platzmangel wurde Gemüse in einer 45 Zentimeter tiefen Schicht aus Pferdemist angebaut, der damals reichlich zur Verfügung stand. In diesem extrem fruchtbaren, lockeren (und wegen der Verrottungswärme bodenwarmen) Substrat pflanzten die Gärtner ihr Gemüse so eng zusammen, dass sich bei den ausgewachsenen Pflanzen die Blätter gerade noch berührten. So fanden mehr Pflanzen auf einem m² Platz.
Als weitere Inspirationsquelle nennt John Seymour den traditionellen chinesischen Gemüseanbau: Beete mit lockerer Erde, die niemals betreten werden, spielen auch hier eine entscheidende Rolle.
Der Engländer Alan Chadwick legte in den 1960er Jahren in Kalifornien einen Versuchsgarten an. Dort experimentierte er mit Tiefkulturbeeten, wie wir sie heute kennen.

## Bau
Tiefkulturbeete müssen vom Rand aus bearbeitet werden. Damit die Erde locker bleibt, dürfen sie nie betreten werden. Für die meisten Menschen ist die Breite von 1 Meter bis 1,2 Meter geeignet. Die Länge kann beliebig gewählt werden. Zur Vorgehensweise:
- Vor dem Umgraben wird die zukünftige Beetfläche mit Mist oder Kompost bedeckt.
- Als Nächstes wird eine Reihe Erde einen Spaten tief ausgehoben. Der Aushub wird zur Seite gelegt.
- Die darunter liegende Fläche wird mit der Grabegabel gelockert.
- Nun wird eine weitere Reihe mit dem Spaten ausgehoben. Der Aushub mit dem darauf liegenden Mist wird in die zuerst ausgehobene Reihe geworfen. Die dadurch zugängliche untere Erdschicht wird wieder mit der Grabgabel gelockert.

Auf diese Weise wird ein Tiefkulturbeet Reihe für Reihe bearbeitet. Durch die tiefgründige Lockerung entsteht ein leicht erhöhtes Beet.

## Bepflanzung
Im Tiefkulturbeet werden die Pflanzen so eng beieinander gesetzt, dass sich die Blätter der ausgewachsenen Pflanzen gerade eben berühren. Gepflanzt oder gesät wird im Dreiecksmuster. Die meisten Gemüsearten können so um 30 % bis 50 % enger beieinander stehen als in einem herkömmlichen Gemüsebeet.